# Richard Tandy
Richard Tandy (26. března 1948 Birmingham, Spojené království – 1. května 2024 Albany, USA) byl britský rockový hudebník a skladatel, známý zejména jako klávesista a doprovodný zpěvák skupiny Electric Light Orchestra. Jeho podíl na aranžích, způsob hry a používané nástroje byly jednou z esenciálních složek zvuku kapely, v jejímž rámci byl roku 2017 uveden do Rock and Roll Hall of Fame.
Jako jediný z někdejších členů ELO se účastnil i projektu Jeff Lynne's ELO, s jehož vedoucím a svým celoživotním přítelem Jeffem Lynnem také nahrál řadu minimalistických akustických verzí kapelních hitů.